# Нереиди
Нереиди (от гр. „дъщери на Нерей“) в древногръцката митология са морски нимфи, петдесетте (34 според Омир) дъщери на морския старец Нерей и океанидата Дорида. Имената им показват изменчивостта, дълбочината, стремителността и похотливостта на морето.
По-известните нереиди са: Амфитрита (съпруга на Посейдон), Аретуза, Галатея (която дълго била преследвана от циклопа Полифем), Калипсо, Панопея, Псамата, Тетида (майката на Ахил). Те обитавали „вътрешното море“, на брега на което живеят хората (за разлика от океанидите, които живеят във външното море, бележещо края на света). Нереидите живели в сребърни пещери на морското дъно, занимавали се с музика и танци, а в лунните нощи излизали на брега, където пеели, танцували и се състезавали с тритоните. Нереидите били благосклонни към моряците, забавлявали ги с игрите си и им помагали при опасност. Те помогнали на аргонавтите да минат между Симплегадите.